# Luchthaven Sjpakovskoje
Luchthaven Stavropol Sjpakovskoje (Russisch:аеропорт ставрополь Шпаковское; Aeroport Stavropol Sjpakovskoje) is een vliegveld nabij de Russische stad Stavropol. Het vliegveld bedient middelgrote vliegtuigen, en heeft 14 parkeerplaatsen ter beschikking. Naast het civiele vliegveld bevindt zich hier ook een militaire trainingsluchthaven, met MiG-23 en Mi-8 vliegtuigen. 